# Deklaracja podatkowa
Deklaracja podatkowa – forma obowiązkowego przekazywania informacji dla celów podatkowych, a według ustawy Ordynacja podatkowa również zeznania, wykazy oraz informacje, do których składania obowiązani są, na podstawie przepisów prawa podatkowego, podatnicy, płatnicy i inkasenci.
Przykładowe deklaracje podatkowe obowiązujące w Polsce:
| Symbol                               | Opis | Termin złożenia |
| Podatek od towarów i usług           | Podatek od towarów i usług | Podatek od towarów i usług |
| ------------------------------------ | --- | --- |
| VAT-7                                | Deklaracja dla podatku od towarów i usług                                                                                     | do 25 każdego miesiąca za miesiąc poprzedni |
| VAT-UE                               | Informacja podsumowująca o dokonanych wewnątrzwspólnotowych dostawach/nabyciach towarów                                       | różne terminy, w zależności od formy składania (w wersji elektronicznej do 25 lub papierowej do 15) oraz wartości przeprowadzonych transakcji wewnątrzunijnych (informacja składana za miesiąc lub za kwartał) |
| Podatek dochodowy od osób fizycznych | | |
| PIT-4R                               | Deklaracja roczna o pobranych zaliczkach na podatek dochodowy od osób fizycznych                                              | do 31 stycznia za rok poprzedni |
| PIT-11                               | Informacja o dochodach oraz o pobranych zaliczkach na podatek dochodowy                                                       | do 31 stycznia za rok poprzedni |
| PIT-28                               | Zeznanie o wysokości uzyskanego przychodu, wysokości dokonanych odliczeń i należnego ryczałtu od przychodów ewidencjonowanych | do ostatniego dnia lutego za rok poprzedni |
| PIT-36                               | Zeznanie o wysokości osiągniętego dochodu (poniesionej straty) w roku podatkowym                                              | do 30 kwietnia za rok poprzedni |
| PIT-37                               | Zeznanie o wysokości osiągniętego dochodu (poniesionej straty) w roku podatkowym                                              | do 30 kwietnia za rok poprzedni |
| PIT-38                               | Zeznanie o wysokości osiągniętego dochodu (poniesionej straty) w roku podatkowym                                              | do 30 kwietnia za rok poprzedni |
| Podatek dochodowy od osób prawnych   | | |
| CIT-8                                | Zeznanie o wysokości osiągniętego dochodu (poniesionej straty) przez podatnika podatku dochodowego od osób prawnych           | do 31 marca za rok poprzedni |
| Podatek od czynności cywilnoprawnych | | |
| PCC-3                                | Deklaracja w sprawie podatku od czynności cywilnoprawnych                                                                     | do 14 dni od powstania obowiązku podatkowego |
| Podatek od środków transportowych    | | |
| DT-1                                 | Deklaracja na podatek od środków transportowych                                                                               | do 15 lutego, a jeżeli obowiązek podatkowy powstał po tym dniu – w terminie 14 dni od dnia zaistnienia okoliczności uzasadniających powstanie tego obowiązku.                                                  |